# Kent North
Kent North (27 de dezembro de 1971 –4 de Julho de 2007) foi um ator de filmes pornográficos que apareceu em filmes e vídeos voltados para o público gay. Seu verdadeiro nome era Ben Grey.
Kent North nasceu em Kent, no Reino Unido e trabalhou na indústria adulta tanto britância como estadunidense para Alphamale Media e Hothouse Entertainment. Morreu em Londres em 4 de Julho de 2007 em decorrência de suicídio por overdose de drogas.  Ele acabou por deixar seu parceiro Lloyd Noth (aka Warren Lord). Durante sua vida ele participou de muitos eventos para levantar fundos suando seu nome;  era um excelente pianista e foi reconhecido como uma das pessoas mais populares de trabalho na indústria no momento, ganhando uma enorme base de fãs nos 2 anos em que ele apareceu em filmes.

## Filmografia
- Knuckle Sandwich (2007)
- Mister Fister (2007)
- Communion (2007)
- Hot House Backroom, Volume 1 (2007)
- Hot House Backroom, Volume 4 (2007)
- Private Lowlife (2006)
- Black 'N' Blue (2006)
- Slam Dunk (2006)
- Blue (2006)
- Out in the Open (2006)
- Pack Attack 1: Kent North (2006)
- At Your Service (2006)
- Justice (2006)
- Mischief (2005)
- The Hard Way (2005)
- The Missing (2005)
- Twisted (2005)
- JamPacked (2004) a.k.a. HandPacked III (in the US)[3]

## Prêmios
GayVN Awards 2007
- Best Solo Performance venceu) - At Your Service (2006)

Grabby Awards 2007
- Best Bottom (indicado)

Grabby Awards 2008
- Wall of Fame (venceu póstumamente)